# 5195 Kaendler
5195 Kaendler è un asteroide della fascia principale. Scoperto nel 1971, presenta un'orbita caratterizzata da un semiasse maggiore pari a 2,1621021 UA e da un'eccentricità di 0,1307908, inclinata di 3,89142° rispetto all'eclittica.